# 腾越街道
腾越街道，是中华人民共和国云南省保山市腾冲市下辖的一个街道办事处。

## 历史
2020年5月12日，云南省人民政府批准腾越镇撤镇设街道。
2021年11月23日，保山市人民政府批准腾越街道析置为腾越街道、西源街道。

## 行政区划
腾越街道下辖以下地区：
满邑社区、下绮罗社区、天成社区、秀峰社区、山源社区、上绮罗社区、文星社区、东山社区、砚湖社区、洞山社区、朝阳社区、洞坪社区、永乐社区、沙坝社区、黄坡社区、玉璧社区、凤山社区、勐连街社区、上勐连社区、寸家寨社区和下勐连社区。

## 中国传统村落
2013年8月，油灯庄村、董官村、洞山村、尚家寨村、朝阳村、大宽邑村、吴邑村被评为第二批中国传统村落。